# محمد عمر (لاعب كرة قدم باكستاني)
محمد عمر (6 فبراير 1990 بكراتشي في باكستان) هو لاعب كرة قدم باكستاني في مركز حراسة المرمى. شارك مع منتخب باكستان لكرة القدم. أما مع النوادي، فقد لعب مع K-Electric FC ‏.

## وصلات خارجية
- محمد عمر على موقع ناشيونال فوتبول تيمز (الإنجليزية)
- محمد عمر على موقع GSA (الإنجليزية)